# Oksana Voevodina
- Este artigo foi inicialmente traduzido, total ou parcialmente, do artigo da Wikipédia em inglês cujo título é «Oksana Voevodina».

Oksana Voevodina (Astracã, Rússia, 10 de julho de 1992) foi a terceira esposa do sultão Muhammad V de Kelantan, da Malásia. Eles foram casados entre 2018 e 2019 e tiveram um filho, Ismail Leon Petra, nunca reconhecido por ele. 

## Biografia
Nascida em Astracã, Rússia, filha de um médico-cirurgião e de uma ex-miss, Oksana passou a infância em Taganrog, na região de Rostov-on-Don. Ainda na adolescência foi para Oxford fazer um curso de verão de inglês e em 2009 mudou-se para Moscou e entrou na Plekhanov Russian University of Economics, onde se formou em Economia em 2013. Ela também estudou na Moscow School of Radio and Television. 
Em 2015 ela venceu um concurso de beleza e se tornou Miss Moscou. 
Também se tornou conhecida como Oksana Andreyevna Voevodina (Оксана Андре́евна Воеводина), Xenia Diaghileva (Ксения Дягилева) e Rihana Oxana Gorbatenko (Рихана Охана Горбатенко) e chegou a participar de um reality show, onde protagonizou "cenas quentes" antes de se casar. 
Antes de se casar, Oksana converteu-se ao islamismo em abril de 2018 e adotou Rihana como primeiro nome.

## Casamento e divórcio
Segundo Oksana em seu Instagram, ela conheceu o Sultão em 2017, na Europa. “Ele se apresentou como Rei da Malásia e eu achei que ele estivesse brincando, então respondi que eu era a Rainha de Moscou”, disse. (Nota: Rainha de Moscou era uma referência ao fato dela ser uma "Rainha da Beleza" por ter sido Miss Moscou).
Também em seu Instagram ela disse que eles se casaram em 07 de junho de 2018.
O casamento, no entanto, durou somente até 22 de junho de 2019, quando, segundo o jornal malaio New Straits Times, o Sultão preencheu documentos num tribunal de Singapura após o "talaq baayin", uma espécie de cerimônia muçulmana na qual o homem diz três vezes a palavra "talaq" (talaq = divórcio) para estar divorciado.
Em 20 de julho o mesmo jornal divulgou que o advogado do Sultão havia confirmado o divórcio, que teria acontecido neste país e depois sido registrado e oficializado em 01 de julho em Kelantan, na Malásia. Numa entrevista, Oksana disse que ambos nunca estiveram em Singapura para a separação e que estava na Rússia neste dia, o que confirmou as suspeitas de que se tratou de um divórcio "unilateral", segundo a revista espanhola Vanitatis. 
Oksana e Muhammad tiveram um filho, nascido em 21 de maio de 2019. Ele se chama Tengku Ismail Leon Petra.
Nota: o "talaq baayin" é a forma de divórcio mais dura e irreversível que existe no Islão, praticado de acordo com a Sharia. Só é permitido aos homens, que mesmo sem a presença da mulher, dizem "talaq, talaq, talaq" (o triplo talaq) para estarem divorciados.

### Polêmicas
O casamento nunca foi bem-aceito pela Casa Real (as diversas famílias que compõem o sistema de ascensão ao trono) devido, em parte, ao passado polêmico de Oksana, que chegou a aparecer em "cenas quentes" durante um reality show cinco anos antes de se converter ao islamismo.
Segundo a TVI 24 de Portugal, o casamento nunca foi oficializado pela Casa Real, o que, segundo diversos meios de comunicação, o que levou à abdicação do Sultão, em janeiro de 2019, apenas alguns meses após a cerimônia..
Em 16 de julho de 2019, o Palácio de Kelantan divulgou uma nota pedindo cuidado no uso de termos como Permaisuri de Kelantan, Raja Perempuan de Kelantan, Sultana de Kelantan" ou "Rainha de Kelantan", que os meios de comunicação entenderam como uma referência a Oksana. O New Straits Times também escreveu no dia 17 de julho que a Casa Real estava preocupada com um comentário de Rihana em seu Instagram sobre a esperança do filho ser o futuro Príncipe Herdeiro e futuro Rei da Malásia, o que segundo fontes do jornal não acontecerá, já que ele precisaria ser uma "realeza na ordem para ascender ao trono".
Após negar a separação por vários meses, Oxana por fim admitiu em setembro de 2019, numa entrevista exclusiva para o Daily Mail, que o sultão a havia abandonado em dezembro de 2018. Ela também disse que havia sido obrigada a vender sua aliança de casamento para pagar despesas hospitalares com o nascimento do filho.
Em fevereiro de 2020 ela novamente falou com a imprensa, desta vez para o canal russo Channel One, dizendo que, dois dias após o casamento, havia atendido a uma ligação no celular de Muhammad, que estava tomando banho, e acabou descobrindo que ele já era casado. "Uma mulher gritou comigo e disse para eu não atender o celular do marido, revelou, dizendo que a mulher se chamava Diana Petra e era de naturalidade tcheca. Muhammad teria então admitido que Diana era sua ex-mulher e que eles estavam ainda acertando os detalhes da separação. Nur Diana era, de fato, a segunda esposa do sultão e foi elevada à Rainha Consorte (Sultana) em 2022.   
Oksana reclama o reconhecimento da paternidade do filho, mas Muhammad nega ser o pai da criança. No início de dezembro de 2019, ela procurou a polícia russa após receber ameaças de morte direcionadas ao filho. Segundo ela, uma "amiga" a advertiu para que ela desistisse das ações judiciais de paternidade e para que ela parasse de falar com a imprensa.
Em fevereiro de 2020 ela foi recebida pela politica russa Ksenia Sobchak, que lhe prometeu proteção. Ksenia então mostrou as diversas mensagem recebidas da "amiga" e Nur Diana foi acusada de ser a emissora das ameaças. 